# Associazione Calcio Cesena 1977-1978
Questa pagina raccoglie le informazioni riguardanti l'Associazione Calcio Cesena nelle competizioni ufficiali della stagione 1977-1978.

## Rosa

Lo stopper bianconero Oddi contrasta lo stacco di testa del torinese Bettega, in Juventus-Cesena (0-0) del 28 agosto 1977, primo turno di Coppa Italia; osservano l'azione i piemontesi Causio e Boninsegna, e il mediano romagnolo Beatrice.

| N. |                   | Ruolo | Calciatore           |
| -- | ----------------- | ----- | -------------------- |
|    | Italia (bandiera) | D     | Daniele Arrigoni     |
|    | Italia (bandiera) | P     | Adriano Bardin       |
|    | Italia (bandiera) | C     | Bruno Beatrice       |
|    | Italia (bandiera) | D     | Corrado Benedetti    |
|    | Italia (bandiera) | A     | Ezio Bertuzzo        |
|    | Italia (bandiera) | C     | Giorgio Bittolo      |
|    | Italia (bandiera) | A     | Fabio Bonci          |
|    | Italia (bandiera) | D     | Giampiero Ceccarelli |
|    | Italia (bandiera) | D     | Pierluigi Cera       |
|    | Italia (bandiera) | A     | Franco De Falco      |
|    | Italia (bandiera) | D     | Marino Lombardo      |
|    | Italia (bandiera) | D     | Giancarlo Oddi       |
|    | Italia (bandiera) | A     | Fabrizio Lucchi      |

| N. |                   | Ruolo | Calciatore          |
| -- | ----------------- | ----- | ------------------- |
|    | Italia (bandiera) | A     | Emiliano Macchi     |
|    | Italia (bandiera) | C     | Gabriele Morganti   |
|    | Italia (bandiera) | P     | Maurizio Moscatelli |
|    | Italia (bandiera) | C     | Fiorino Pepe        |
|    | Italia (bandiera) | D     | Antonio Percassi    |
| -  | Italia (bandiera) | A     | Carlo Petrini       |
|    | Italia (bandiera) | C     | Giacomo Piangerelli |
|    | Italia (bandiera) | C     | Doriano Pozzato     |
|    | Italia (bandiera) | C     | Giorgio Rognoni     |
|    | Italia (bandiera) | C     | Gabriele Valentini  |
|    | Italia (bandiera) | D     | Giuseppe Zaniboni   |
|    | Italia (bandiera) | D     | Fulvio Zuccheri     |

## Risultati

### Serie B

#### Girone di andata
| 11 settembre 1977 1ª giornata | Cesena | 0 – 1 | Catanzaro |  |

| 18 settembre 1977 2ª giornata | Monza | 1 – 2 | Cesena |  |

| 25 settembre 1977 3ª giornata | Cesena | 1 – 0 | Cagliari |  |

| 2 ottobre 1977 4ª giornata | Cesena | 0 – 1 | Lecce |  |

| 9 ottobre 1977 5ª giornata | Varese | 1 – 0 | Cesena |  |

| 16 ottobre 1977 6ª giornata | Cesena | 0 – 0 | Sambenedettese |  |

| 23 ottobre 1977 7ª giornata | Rimini | 1 – 1 | Cesena |  |

| 30 ottobre 1977 8ª giornata | Cesena | 0 – 0 | Ternana |  |

| 6 novembre 1977 9ª giornata | Taranto | 1 – 0 | Cesena |  |

| 13 novembre 1977 10ª giornata | Modena | 0 – 1 | Cesena |  |

| 20 novembre 1977 11ª giornata | Cesena | 0 – 0 | Ascoli |  |

| 27 novembre 1977 12ª giornata | Cremonese | 2 – 1 | Cesena |  |

| 4 dicembre 1977 13ª giornata | Cesena | 1 – 1 | Avellino |  |

| 11 dicembre 1977 14ª giornata | Bari | 2 – 1 | Cesena |  |

| 18 dicembre 1977 15ª giornata | Cesena | 2 – 1 | Pistoiese |  |

| 31 dicembre 1977 16ª giornata | Cesena | 2 – 1 | Sampdoria |  |

| 8 gennaio 1978 17ª giornata | Brescia | 3 – 1 | Cesena |  |

| 15 gennaio 1978 18ª giornata | Cesena | 0 – 0 | Como |  |

| 22 gennaio 1978 19ª giornata | Palermo | 1 – 0 | Cesena |  |

#### Girone di ritorno
| 29 gennaio 1978 20ª giornata | Catanzaro | 1 – 1 | Cesena |  |

| 5 febbraio 1978 21ª giornata | Cesena | 2 – 0 | Monza |  |

| 12 febbraio 1978 22ª giornata | Cagliari | 3 – 1 | Cesena |  |

| 19 febbraio 1978 23ª giornata | Lecce | 2 – 1 | Cesena |  |

| 26 febbraio 1978 24ª giornata | Cesena | 3 – 0 | Varese |  |

| 5 marzo 1978 25ª giornata | Sambenedettese | 1 – 1 | Cesena |  |

| 12 marzo 1978 26ª giornata | Cesena | 1 – 1 | Rimini |  |

| 26 marzo 1978 27ª giornata | Ternana | 0 – 0 | Cesena |  |

| 2 aprile 1978 28ª giornata | Cesena | 1 – 1 | Taranto |  |

| 9 aprile 1978 29ª giornata | Cesena | 0 – 0 | Modena |  |

| 16 aprile 1978 30ª giornata | Ascoli | 1 – 1 | Cesena |  |

| 23 aprile 1978 31ª giornata | Cesena | 1 – 0 | Cremonese |  |

| 30 aprile 1978 32ª giornata | Avellino | 1 – 2 | Cesena |  |

| 7 maggio 1978 33ª giornata | Cesena | 2 – 0 | Bari |  |

| 14 maggio 1978 34ª giornata | Pistoiese | 1 – 0 | Cesena |  |

| 21 maggio 1978 35ª giornata | Sampdoria | 2 – 2 | Cesena |  |

| 28 maggio 1978 36ª giornata | Cesena | 1 – 1 | Brescia |  |

| 4 giugno 1978 37ª giornata | Como | 1 – 1 | Cesena |  |

| 11 giugno 1978 38ª giornata | Cesena | 2 – 0 | Palermo |  |

## Statistiche

### Statistiche di squadra
| Competizione | Punti | In casa | In casa | In casa | In casa | In casa | In casa | In trasferta | In trasferta | In trasferta | In trasferta | In trasferta | In trasferta | Totale | Totale | Totale | Totale | Totale | Totale | DR |
| Competizione | Punti | G       | V       | N       | P       | Gf      | Gs      | G            | V            | N            | P            | Gf           | Gs           | G      | V      | N      | P      | Gf     | Gs     | DR |
| ------------ | ----- | ------- | ------- | ------- | ------- | ------- | ------- | ------------ | ------------ | ------------ | ------------ | ------------ | ------------ | ------ | ------ | ------ | ------ | ------ | ------ | -- |
| Serie B      | 38    | 19      | 8       | 9       | 2       | 19      | 8       | 19           | 3            | 7            | 9            | 17           | 25           | 38     | 11     | 16     | 11     | 36     | 33     | +3 |
| Coppa Italia | 5     | 2       | 2       | 0       | 0       | 5       | 1       | 2            | 0            | 1            | 1            | 1            | 2            | 4      | 2      | 1      | 1      | 6      | 3      | +3 |
| Totale       |       | 21      | 10      | 9       | 2       | 24      | 9       | 21           | 3            | 8            | 10           | 18           | 27           | 42     | 13     | 17     | 12     | 42     | 36     | +6 |

### Statistiche dei giocatori
| Giocatore      | Serie B  | Serie B | Serie B     | Serie B    | Coppa Italia | Coppa Italia | Coppa Italia | Coppa Italia | Totale   | Totale | Totale      | Totale     |
| Giocatore      | Presenze | Reti    | Ammonizioni | Espulsioni | Presenze     | Reti         | Ammonizioni  | Espulsioni   | Presenze | Reti   | Ammonizioni | Espulsioni |
| -------------- | -------- | ------- | ----------- | ---------- | ------------ | ------------ | ------------ | ------------ | -------- | ------ | ----------- | ---------- |
| D. Arrigoni    | 4        | 1       | ?           | ?          | ?            | ?            | ?            | ?            | 4+       | 1+     | ?           | ?          |
| A. Bardin      | 28       | -21     | ?           | ?          | ?            | ?            | ?            | ?            | 28+      | -21+   | ?           | ?          |
| B. Beatrice    | 15       | 0       | ?           | ?          | ?            | ?            | ?            | ?            | 15+      | 0+     | ?           | ?          |
| C. Benedetti   | 33       | 0       | ?           | ?          | ?            | ?            | ?            | ?            | 33+      | 0+     | ?           | ?          |
| E. Bertuzzo    | 6        | 0       | ?           | ?          | ?            | ?            | ?            | ?            | 6+       | 0+     | ?           | ?          |
| G. Bittolo     | 27       | 1       | ?           | ?          | ?            | ?            | ?            | ?            | 27+      | 1+     | ?           | ?          |
| F. Bonci       | 16       | 5       | ?           | ?          | ?            | ?            | ?            | ?            | 16+      | 5+     | ?           | ?          |
| G. Ceccarelli  | 35       | 3       | ?           | ?          | ?            | ?            | ?            | ?            | 35+      | 3+     | ?           | ?          |
| P. Cera        | 9        | 0       | ?           | ?          | ?            | ?            | ?            | ?            | 9+       | 0+     | ?           | ?          |
| F. De Falco    | 21       | 3       | ?           | ?          | ?            | ?            | ?            | ?            | 21+      | 3+     | ?           | ?          |
| M. Lombardo    | 26       | 1       | ?           | ?          | ?            | ?            | ?            | ?            | 26+      | 1+     | ?           | ?          |
| F. Lucchi      | 3        | 0       | ?           | ?          | ?            | ?            | ?            | ?            | 3+       | 0+     | ?           | ?          |
| E. Macchi      | 17       | 3       | ?           | ?          | ?            | ?            | ?            | ?            | 17+      | 3+     | ?           | ?          |
| G. Morganti    | 2        | 0       | ?           | ?          | ?            | ?            | ?            | ?            | 2+       | 0+     | ?           | ?          |
| M. Moscatelli  | 11       | -12     | ?           | ?          | ?            | ?            | ?            | ?            | 11+      | -12+   | ?           | ?          |
| G. Oddi        | 36       | 0       | ?           | ?          | ?            | ?            | ?            | ?            | 36+      | 0+     | ?           | ?          |
| F. Pepe        | 4        | 0       | ?           | ?          | ?            | ?            | ?            | ?            | 4+       | 0+     | ?           | ?          |
| A. Percassi    | 2        | 0       | ?           | ?          | ?            | ?            | ?            | ?            | 2+       | 0+     | ?           | ?          |
| C. Petrini     | 22       | 6       | ?           | ?          | ?            | ?            | ?            | ?            | 22+      | 6+     | ?           | ?          |
| G. Piangerelli | 18       | 1       | ?           | ?          | ?            | ?            | ?            | ?            | 18+      | 1+     | ?           | ?          |
| D. Pozzato     | 30       | 4       | ?           | ?          | ?            | ?            | ?            | ?            | 30+      | 4+     | ?           | ?          |
| G. Rognoni     | 36       | 5       | ?           | ?          | ?            | ?            | ?            | ?            | 36+      | 5+     | ?           | ?          |
| G. Valentini   | 34       | 1       | ?           | ?          | ?            | ?            | ?            | ?            | 34+      | 1+     | ?           | ?          |
| G. Zaniboni    | 7        | 0       | ?           | ?          | ?            | ?            | ?            | ?            | 7+       | 0+     | ?           | ?          |
| F. Zuccheri    | 7        | 0       | ?           | ?          | ?            | ?            | ?            | ?            | 7+       | 0+     | ?           | ?          |